# Zhou Jieqiong
Zhou Jieqiong (en chino: 周洁琼; pinyin: Zhōu Jiéqióng; Taizhou, 16 de diciembre de 1998), conocida como Jieqiong o Kyulkyung, es una cantante, bailarina y actriz china con residencia en su país natal y Corea del Sur,  bajo Pledis Entertainment. Después de finalizar en el sexto puesto del programa Produce 101, se convirtió en miembro del grupo femenino I.O.I (2016-2017). También formó parte de Pristin y su subunidad (2017-2019). Debutó como solista en septiembre de 2018 con el sencillo «Why».

## Biografía y carrera

### 1998-2017: Primeros años e inicios en su carrera musical
Zhou nació en Taizhou, Zhejiang, China.  Asistió a una secundaria afiliada al Conservatorio de Música de Shanghái, donde se especializó en la pipa. En 2009, fue descubierta por cazatalentos de Pledis Entertainment en Shanghái y se mudó a Corea del Sur.
En 2013, apareció en SeventeenTV y en e 2014, fue una de las bailarinas para la campaña de Orange Caramel. A principios de 2015, apareció en el vídeo musical de «Mansae» de Seventeen. A finales del mismo año, se anunció que participaría en el programa Produce 101. Audicionó con una canción de su país natal, utilizando la pipa. Su primera actuación en el programa fue con «Bang!» de After School, al lado de otras aprendices de Pledis como: Nayoung, Yuha, Roa, Eunwoo, Rena y Xiyeon —que posteriormente forman parte de Pristin—. En el quinto episodio de Produce 101, Jieqiong recibió la mayoría de votos de sus compañeras ganando así el título de «Visual n°. 1» del programa, también, en el décimo episodio, recibió los más altos votos en la prueba llamada «aprendices favoritas», colocándose así como una de las concursantes más populares dentro de la competencia. Durante el mismo, también recibió muchos comentarios positivos de internautas cuando ayudó a Sohye a interpretar «Full Moon» de Sunmi. En el episodio final del programa, Zhou se convirtió en una integrante oficial de I.O.I.

### 2017-presente: Pristin y debut en China
Jieqiong fue una de las aprendices elegidas para formar parte del nuevo grupo de Pledis. Mientras ella y Nayoung promocionaban junto a I.O.I, el nuevo grupo —bajo el nombre Pledis Girlz— realizó conciertos desde el 14 de mayo hasta el 10 de septiembre de 2016. Después de que I.O.I se separara, Jieqiong regresó a Pledis para debutar con el nuevo grupo de la agencia. Durante su último concierto como Pledis Girlz, «Bye & Hi», realizado el 6 de enero de 2017, se anunció que el nombre oficial del grupo sería Pristin. El grupo debutó oficialmente el 21 de marzo de 2017, con el miniálbum Hi! Pristin, junto al vídeo del sencillo «Wee Woo».
En enero de 2018, comenzó su carrera en China como mentora de baile en el programa de supervivencia Idol Producer. El 31 de agosto, se confirmó que debutaría como solista en su país natal con la canción «Why», la cual fue lanzada el 6 de septiembre del mismo año. Posteriormente, se anunció que Zhou haría su debut como actriz en el drama chino de misterio histórico Miss Truth.
En mayo de 2019, Pristin se separó, mientras que Jieqiong aún formaría parte del sello.
El 14 de febrero de 2020, después del estreno de Miss Truth, Zhou lanzó la banda sonora del programa, 小 窃喜 y 天籁. También protagonizó la serie de televisión china wuxia Legend of Fei. Protagonizó el drama Be My Princess, estrenado el 15 de enero de 2021. 
El 4 de mayo de 2021, Jieqiong y las integrantes de I.O.I celebraron su quinto aniversario de debut con una transmisión. Aunque ella no estaba en Corea, hizo una aparición en una videollamada con las integrantes desde China.

## Filmografía

#### Series de televisión
| Año  | Título         | Personaje                 |
| ---- | -------------- | ------------------------- |
| 2020 | Miss Truth     | Ran Yan                   |
| 2020 | Legend of Fei  | Li Yan                    |
| 2021 | To Be With You | Li Xiao Rong (Xiang Wang) |
| 2022 | Be My Princess | Ming Wei                  |

### Programas de variedades
| Año        | Programa            | Notas                               |
| ---------- | ------------------- | ----------------------------------- |
| 2020       | Keep Running        | invitada                            |
| 2018, 2019 | Day Day Up          | invitada                            |
| 2018       | Idol Producer       | mentora e instructora de baile      |
| 2018       | King of Mask Singer | participante, Ep. 137               |
| 2016, 2017 | Hello Counselor     | invitada, Ep. 278, 319              |
| 2016       | Battle Trip         | participó con Jeon So-mi, Ep. 11-12 |